# Arcade Records
Arcade Records est un groupe de multimédia néerlandais ayant démarré sous le statut d'un label de musique spécialisé dans les compilations.

## Histoire
Le label en lui-même a été fondé en 1972 par Herman Heinsbroek. À la suite du succès commercial de ces ventes, le label se développe petit à petit et s'étend même jusque dans l'ouest de l'Europe. Cette première étape vise à bâtir les locaux du label en Belgique dès les années 1980, et le label changera par la suite son nom en Arcade Benelux. Certaines divisions du label ont démarré en Allemagne, en France, en Espagne, en Italie, au Danemark, en Suède et en Norvège. Une division allait également se nommer Arcade International, celle-ci visant à distribuer ses produits dans le monde entier.

## Domaine d'activité
Arcade a connu une forte croissance au milieu des années 1990 en participant à l'essor en Europe de la vague gabber. C'est en effet Arcade qui commercialisait les premières compilations Thunderdome, sortant la musique gabber de l'underground pour en faire un phénomène de société aux Pays-Bas.